# 鳥尾小弥太
鳥尾 小弥太（とりお こやた、弘化4年12月5日〈1848年1月10日〉- 明治38年〈1905年〉4月13日）は、日本の陸軍軍人、政治家。陸軍中将正二位勲一等子爵。諱は照光、のち敬高（孝）。幼名は一之助。通称は百太郎、鳳輔など。号は得庵居士、不識道人など。

## 経歴
弘化4年12月5日（1848年1月10日）、萩城下川島村に長州藩士（御蔵元付中間）・中村宇右衛門敬義の長男として生まれる。安政5年（1858年）に父とともに江戸へ移り、江川英龍に砲術を学ぶ。万延元年（1860年）に帰藩して家督を相続。文久3年（1863年）に奇兵隊に入隊。乱暴者なので、親から勘当され、自ら鳥尾と名を定めた。長州征伐や薩摩藩との折衝などの倒幕活動に従事した。戊辰戦争では建武隊参謀や鳥尾隊を組織し、鳥羽・伏見の戦いをはじめ、奥州各地を転戦する。戦後は和歌山藩に招聘され、同藩の軍制改革に参与している。
維新後は兵部省に出仕して陸軍少将、のち陸軍中将に昇進した。西南戦争では、大阪において補給や部隊編成などの後方支援を担当した。陸軍大輔、参謀局長、近衛都督などの要職を歴任する。明治13年（1880年）、病気のために一切の職を辞し、君権と民権が互いに尊重しあう状態を理想とする『王法論』を執筆した。
陸軍内においては、政治的立場の相違から、山縣有朋や大山巌らと対立するなど反主流派を形成した。明治14年（1881年）の開拓使官有物払下げ事件では、反主流派の三浦梧楼・谷干城・曾我祐準と連名で、払下げ反対の建白書および憲法制定を上奏する。この事件の結果、反主流派は陸軍を追われ、鳥尾も統計院長に左遷される。その後は軍事研究団体である月曜会に属し再び山縣らと対立、枢密顧問官や貴族院議員などを勤めたものの、再び陸軍の要職に就くことはなかった。
明治17年（1884年）、維新の功により子爵を授けられる。
欧州視察から帰国後の明治21年（1888年）に東洋哲学会、翌明治22年（1889年）には山岡鉄舟や川合清丸、松平宗武らによる日本国教大道社、貴族院内における保守党中正派の結成など、国教確立と反欧化主義を唱えて国家主義・国粋主義の興隆に努めた。明治31年（1898年）、大日本茶道学会の初代会長に就任する。明治34年（1901年）には青少年教育を目的に統一学を起こし、翌明治35年（1902年）に統一学舎を設立した。
晩年は一切の職を辞し、仏教を信奉する参禅生活に入った。明治38年（1905年）、静岡県熱海の別邸にて肺患のため死去した。享年58。墓所は兵庫県加古川市の光念寺。

## 政治姿勢
貴族院内においては、懇話会・月曜会（陸軍の研究団体とは同名の別組織）に属しながらも、常に藩閥政府への対抗姿勢を貫いた。自由党と立憲改進党を論敵と見なし、政府の西欧化政策、キリスト教への批判を展開した。また佐々木高行や元田永孚ら宮廷派、谷ら陸軍反主流派を合して保守党中正派を結成した。民権運動や議会主義を批判して藩閥政府に反対的な立場を取るなど、保守中正を唱えて機関誌『保守新論』を発行した。
小弥太の政治論は儒教に由来し、易姓革命を容認するがそれが日本の国体（天皇制）と矛盾することを見逃している。彼は法律家や理論家ではなく、個人の心術のみを重んじ意見の当否を問題にしない、と鳥谷部春汀は評している。

## エピソード
- 幕末の奇兵隊時代、変名として「鳥尾小弥太」を称した。隊士が集まった夜話の際に、同姓者が多い「中村」では人間違いで困ると話したところ、系図に詳しい一人が、中村姓の本姓には「鳥尾」姓があるとしてこれを選び、さらに武張った印象を与えるとして「小弥太」を選んだ。これは一夜の冗談のつもりだったが、翌日、ある隊士が隊長へ提出する連署の書面に「鳥尾小弥太」と悪戯で署名したので、これを契機として変名を名乗ったと伝わる。長州藩主・毛利敬親から「鳥尾小弥太」宛の感状を拝領するにおよんで正式に改名したとも、また、勤王活動の累が家族に及ぶことを畏れた父が勘当したので変名を名乗った、などの説が伝わっている。
- 現在の東京都文京区関口付近に本邸を構えていた鳥尾は、西側の鉄砲坂があまりに急坂で通行人の難渋する様子を実見し、私財を投じて坂道を開いた。感謝した地元の人々によって鳥尾坂と名づけられ、坂下には坂名を刻んだ石柱（文京区関口3丁目9と11の間）が残っている。
- 統一学舎を設立した鳥尾は、京都の別荘・一得庵に関西支部の設置を準備したものの、実現させることなく死去した。現在、旧別荘近くの高台寺内に同学舎による顕彰碑が建立されている。
- 幕末期、当時奇兵隊少年隊の陣屋であった松林寺（山口県下関市吉田）に駐屯していた隊長の鳥尾は、「我が国は神国であるにもかかわらず、仏教が年に盛んになって、石地蔵までが氾濫しているのはけしからん」として激昂し、隊士を引き連れて法専寺（山口県下関市吉田）境内にあった6体の地蔵の首を切り落としている。（首切り地蔵）なお、現在は地蔵の首の中心に鉄棒を打ち込み、セメントで首をつないで補修がなされている。
- 明治6年（1873年）の第六局長時代、「東京湾海防策」を建議して同湾を囲繞する沿岸の砲台建設を提言している。これにより同湾の富津沖に海堡の建設がなされた。
- 日清戦争当時、日本軍の後背を脅かした清国騎兵に対抗するため、満州の馬賊への懐柔を献策している。結局、実現するには至らなかったものの、非正規兵であった馬賊に着目した点が注目される。
- 明治期の教育者・下田歌子に禅学を教授している。
- 旧幕臣の中根香亭とは書画骨董の趣味を同じくし、『香亭雅談』には好事家として言及されている[4]。
- 封建制度の終焉となった廃藩置県は、鳥尾と野村靖による会話を山縣に提起したことが発端とする説がある。
- 明治23年（1890年）の帝国議会。司法大臣・山田顕義がフランス人法律家の任用を可能とする改正案を提議したところ、当初、鳥尾は強硬に反対したものの、翌日の議会では賛成に転じた。この変節には他の議員も驚いたが、山田が涙を揮って苦心を説いたことが変節の理由であり、これに動かされて変節するに及んだという。実際、このような話は他にも沢山あったらしい。
- 当時の日本人の外国における面白エピソード集『赤毛布』（熊田葦城・著、明治33年）に、「鳥尾小弥太の苺代」という項がある。欧州外遊中の鳥尾がパリにて季節はずれの苺を散々食べ散らかし、請求された予想外の代金に驚愕するエピソードが収められている。
- 墓所は兵庫県加古川市に存するが、これは父が参勤交代の途次、加古川の旅館菊屋で死亡したためである。維新後に墓参に訪れた際、父の最期を看取った旅館の老婦人から、「他は何も気にかかることはないが、江戸に残してきた息子のことが気にかかる」との遺言を聞かされた鳥尾は、「自分の死後は父の墓に埋葬せよ」と遺言している。

## 官歴
- 明治3年（1870年）12月：兵部省出仕
- 明治4年（1871年）
  - 7月：陸軍少将
  - 10月：兵学頭
  - 11月：参謀局分課
- 明治5年（1872年）
  - 2月：兵学寮頭
  - 3月：陸軍省軍務局長
- 明治6年（1873年）
  - 3月：同第一局長兼第二局長
  - 5月：免兼同第二局長
  - 6月：兼同第六局長
  - 8月：兼陸軍少輔
- 明治7年（1874年）
  - 2月：免兼第一局長
  - 4月：大阪鎮台司令長官
  - 8月：陸軍省参謀局御用掛
- 明治8年（1875年）4月：兼元老院議官
- 明治9年（1876年）
  - 1月：陸軍中将、陸軍大輔
  - 3月：陸軍省参謀局長
  - 12月: 兼同議定官
- 明治10年（1877年）
  - 2月：西南戦争行在所中陸軍事務取扱
  - 12月：参謀本部御用掛
- 明治12年（1879年）10月：近衛都督
- 明治15年（1882年）4月：兼太政官統計院長
- 明治17年（1884年）7月：子爵叙爵
- 明治18年（1885年）12月：元老院議官
- 明治19年（1886年）2月：国防会議議員（欧州出張）
- 明治21年（1888年）
  - 6月：枢密顧問官
  - 12月：予備役
- 明治23年（1890年）
  - 5月: 辞職
  - 7月10日：貴族院議員[5]
- 明治28年（1895年）6月：枢密顧問官
  - 7月9日：貴族院議員辞任[6]

## 栄典
位階
- 1886年（明治19年）10月20日 - 従三位[7]
- 1899年（明治32年）12月20日 - 従二位[8]

爵位
- 1884年（明治17年）7月7日 - 子爵[9]

勲章等
| 受章年                     | 略綬 | 勲章名                   | 備考 |
| -------------------------- | ---- | ------------------------ | ---- |
| 1878年（明治11年）夏       |      | 勲二等旭日重光章         |      |
| 1889年（明治22年）11月25日 |      | 大日本帝国憲法発布記念章 |      |
| 1889年（明治22年）12月27日 |      | 勲一等瑞宝章             |      |
| 1902年（明治35年）6月30日  |      | 旭日大綬章               |      |

## 後裔
- 妻：たい（1856–1944） - 祇園の舞妓だった頃に小彌太に落屑されたと言われる[13]。音曲に優れ、茶道協会理事を務めた。
- 長女：広子（1873–1956） - 子爵日野西資博（日野西光善二男）の妻
  - 孫：日野西資忠（1900–1970） - 子爵
- 長男：鳥尾光（1876–1911） - 子爵。小石川の自邸は鳩山一郎邸の向かいにあり、7千坪の庭に200坪の邸宅、周囲の貸家を含めると2万坪の土地を所有していた[14]。病弱で、仕事に就くことなく35歳で早世。妻の知勢（1883–1940）は埼玉県多額納税者で豪農の酒巻敬之助の長女で跡見学園出身[15][16]。20代で寡婦となり、姑に仕え、子を育てた。
  - 孫：孝子（1902–1953）- 光の長女。井原高親（三井高明の子）の妻[17]
    - 曾孫：井原高忠（1929–2014）

  - 孫：鳥尾敬光（1910–1949） - 光の長男。子爵。妻は 鳥尾鶴代（「マダム鳥尾」）。1911年に家督を継ぎ襲爵[18]。法政大学卒業後、不動産収入で生活していたが、車好きだったことから妻の伝手で大倉喜七郎の日本自動車に勤務[19]。先代の頃より家計を任せていた鳥尾家後見人の事業失敗による多額の負債が発覚し、文京区音羽に所有していた広大な地所は「鳥尾坂」の名を残して分譲し、建物は雲照寺 (渋谷区)に寄贈した[20]。姉の孝子夫婦宅の隣地に新居を建て、オウナードライバーの会を作って日本の道路に標識を立てる活動をし、戦中は国際学友会に勤務[21]。没時の肩書は新日本自動車工業取締役、新日本炭業監査役。[19]
    - 曾孫：鳥尾敬孝（1933–1990） - プロミュージシャン、実業家

## 著書
- 『王法論』鳥尾小弥太、1880年4月。NDLJP:782963。
- 『点註 王法論』市川栄山、1882年3月。NDLJP:782964 NDLJP:785878。
- 『無量寿経論』競錦堂、1882年6月。NDLJP:818323。
- 『王法論』千鍾房、1883年2月。NDLJP:782962。
- 『心地観経報恩品』明道教会、1884年2月。NDLJP:817857。
- 『明道協会要領解説』明道協会、1884年4月。NDLJP:758391。
- 『仏道本論 一名・法供養』三輪清吉・ 北畠茂兵衛、1885年2月。NDLJP:817364。
- 『明道協会要領解説』加藤万作、1885年5月。NDLJP:758392。
- 『真正哲学 無神論』川合清丸、1887年8月。NDLJP:815047。
- 『洋行日記』吉川半七、1888年9月。NDLJP:761747。
- 『臣の友垣』鳥尾小弥太、1890年6月。NDLJP:782965。
- 『鳥尾将軍演説筆記』渡辺鉄城筆記、渡辺鉄城、1890年9月。NDLJP:783583。
- 三輪清吉 編『得庵詩文』日本国教大道社、1891年3月。NDLJP:894319。
- 『時事談』中正社、1891年6月。NDLJP:783140。
- 『正法眼蔵』日本国教大道社、1892年2月。NDLJP:823076。
- 『禅林消息』川合清丸、1895年5月。NDLJP:823269。
- 『人道要論』金港堂、1900年7月。NDLJP:757397。
- 『児恋草』日野西広子、1901年12月。NDLJP:755484。
- 『統一学』鳥尾小弥太、1902年4月。NDLJP:757836。
- 『道徳弁』鳥尾小弥太、1902年6月。NDLJP:757877。
- 『得庵全書』鳥尾光、1911年4月。NDLJP:992046。
- 『得庵全集続編並年譜』得庵会、1934年4月。
- 鳥尾小弥太、井上円了、石井研堂『洋行日記・欧米各国政教日記・十日間世界一周』朝倉治彦監修、ゆまに書房〈明治欧米見聞録集成 第15巻〉、1987年8月。